# Iauanauàs
Els iauanauàs o yawanawás són un poble amerindi que habita en la regió amazònica compartida pel Brasil, Perú i Bolívia. El principal nucli de població es troba a la Terra Indígena del Riu Gregório, al municipi brasiler de Tarauacá (estat d'Acre). La llengua pròpia és el iauanauà.

## Origen
La formació ètnica del poble Iauanauà inclou altres pobles (o clans) de la família lingüística pano (també anomenada, genèricament, "Náwa"). El nom prové de la conjuntura dels mots yawa (pècari barbablanc) i nawá (poble).

## Societat
Practiquen la caça, pesca i l'agricultura de subsistència. Cultiven principalment blat de moro, iuca, arròs i banana, a més de patata, papaia, pinya i canya de sucre. També es dediquen a activitats comercials, entre les quals es destaca la producció de bixa —que exporten per a la fabricació de cosmètics— o d'oli de caoba. També produeixen mobles de fusta artesanals.
El sistema de parentiu, que recorda als dels pobles dravidians, promou el matrimoni entre cosins creuats, fills de la germana del pare o del germà de la mare. Encara avui la parella segueix la regla d'uxorilocalitat (residència matrilocal), quan els matrimonis passen a viure prop de la família de la núvia. Encara que actualment l'aspecte més destacable del xamanisme Iauanauà sigui la curació, en el passat les seves funcions estaven més diversificades i aconseguien altres aspectes de la cultura com la guerra o la cacera. Els principals rituals tradicionals dels Yawanawá són Uni i Rume, que inclouen cerimònies espirituals de purificació, reenergització i curació, emprant ayahuasca o rapè. Les festes tenen una especial importància en la construcció de les relacions sociopolítiques que els Iauanauàs mantenen amb altres ètnies i entre ells mateixos. Quan les festes reuneixen diversos grups es dissol l'oposició entre ells emfatitzant-se aquella entre homes i dones i promovent les aliances a través d'unions matrimonials.

## Demarcació i ressorgiment

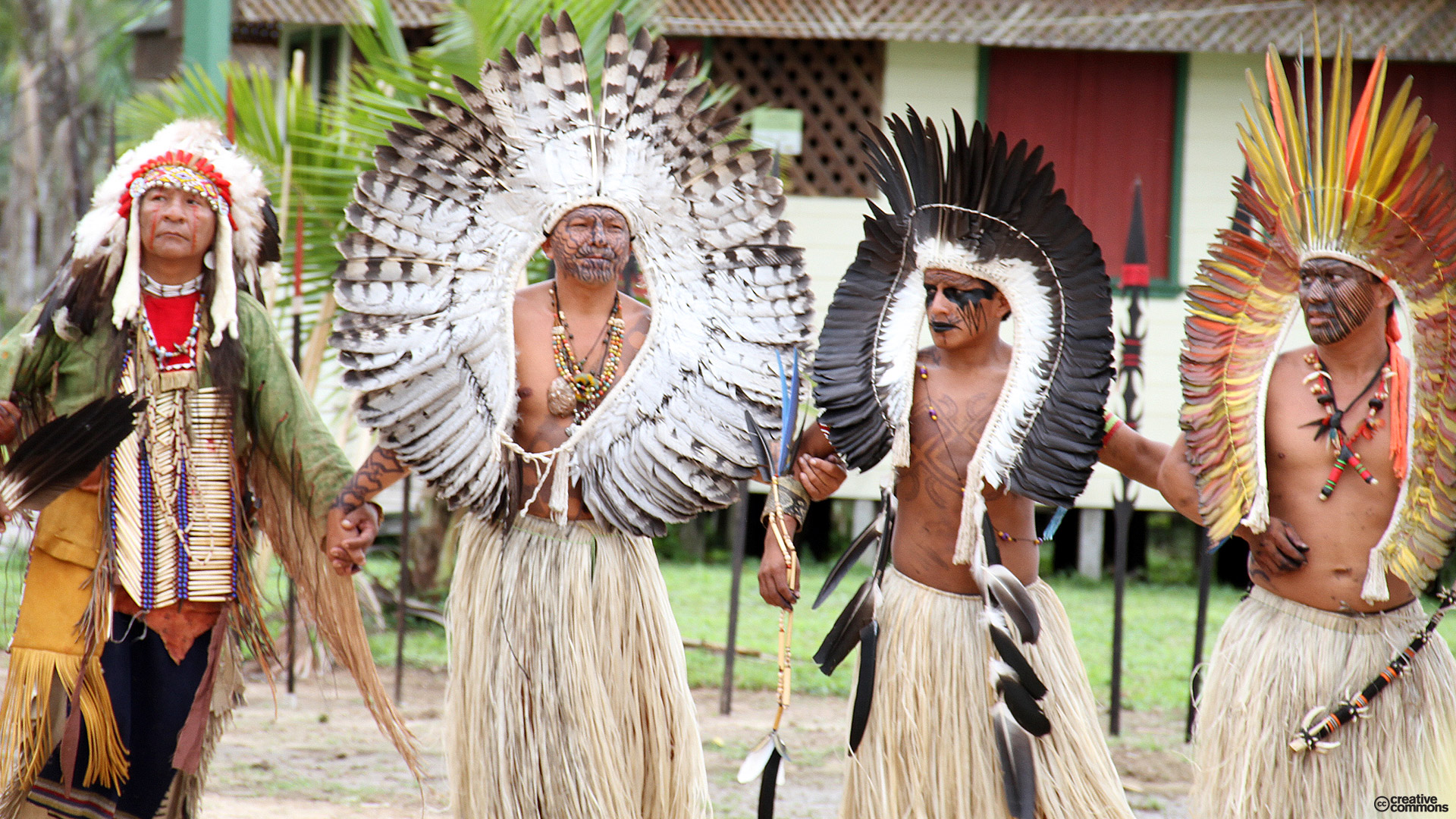
Els iauanauàs són reconeguts per l'habilitat en l'art plomari.

La Terra Indígena Rio Gregório es va demarcar als anys vuitanta —la primera terra demarcada a l'Acre— i va ser ampliada per la FUNAI a 182 mil hectàrees l'any 2007.
Històricament, els iauanauàs van ser víctima del genocidi cultural practicat per l'home blanc, tant dels seringueiros (terratinents extractors de cautxú) com dels missioners evangèlics; que els negaven el dret a parlar la llengua pròpia i només ensenyaven el portuguès i la fe cristiana. Als anys noranta, Biraci Brasil Yawanawá va passar a ser-ne el cabdill; va fer fora els religiosos i va fer construir una escola per recuperar la transmissió de l'idioma iauanauà i les tradicions ancestrals. Mentre que, poc abans de la demarcació, la població era de 120 habitants, a començaments de la dècada del 2020 ja havia arribat al miler de persones.
El retrobament amb les tradicions no ha significat l'aïllament del poble, ans al contrari. S'han signat acords comercials (com el de la venda de bixa a la multinacional estatunidenca Aveda), es permeten visites etnoturístiques i inclús s'han instal·lat antenes wifi que permeten l'ús de telèfons intel·ligents a les aldees. Els iauanauàs han fet un pas endavant pel que fa a la situació de les dones dintre de la comunitat, que han assolit llocs de lideratge que fins fa poc els eren prohibits, com ara la posició de xaman.